# Belagerung von Kars
Oltenița – Achalziche – Başgedikler – Sinope – Cetate – Silistra – Nigojeti – Tscholok – Odessa – Kurekdere – Petropawlowsk-Kamtschatski – Alma – Sewastopol – Bomarsund – Balaklawa – Inkerman – Jewpatorija – Taganrog – Çorğun – Kars – Tschernaja – Malakow – Kinburn – Pariser Frieden
Die Belagerung von Kars war eine militärische Auseinandersetzung zwischen dem Russischen Kaiserreich und dem Osmanischen Reich im Krimkrieg. Sie endete mit der Einnahme der Stadt Kars durch die Russen.

## Hintergrund und Ausgangslage
Während die Kaiserlich Russische Armee versuchte, auf der Krim die Belagerung von Sewastopol abzuwehren, kämpfte sie auf dem asiatischen Kriegsschauplatz erfolgreicher. Die westlichen Alliierten des Osmanischen Reiches hatten nur einige wenige Militärberater entsandt. Für die Verteidigung des armenischen Hochlandes hatten die Osmanen die Armeekorps von Kleinasien, Mesopotamien und ein Teil des Korps von Syrien im Grenzgebiet konzentriert. Am 26. November 1853 schlug General Iwane Andronikaschwili mit 10.000 Mann das türkische Hauptkorps bei Suflis in die Flucht. General Bebutow siegte an der Spitze eines Korps der kaukasischen Armee am 1. Dezember 1853 in der Schlacht von Başgedikler über Abdi Pascha, den türkischen Befehlshaber in Ostanatolien, wodurch die beabsichtigte Invasion der Türken in das russische Armenien vereitelt wurde. Abdi Pascha wurde daraufhin abgesetzt und vor ein Militärgericht gestellt. Sein Nachfolger wurde Achmet Pascha. Am 16. Juni 1854 war Andronikaschwili gegen 30.000 Türken bei Osurgeti erneut erfolgreich und konnte Mingrelien für Russland sichern. Im Juli 1854 drang der russische General Wrangel ins türkische Armenien ein. Am 29. Juli schlug er eine türkische Division bei Bajesid. Der türkische Befehlshaber Zarif Mustapha Pascha griff im August mit mehr als 40.000 Mann die Russen an. Bei Kurukdere stieß er am 5. August 1854 auf Fürst Bebutow. In einer fünfstündigen Schlacht konnten die Russen die türkische Armee zwar schlagen, waren aber aufgrund ihrer eigenen hohen Verluste nicht in der Lage, den Sieg auszunutzen und die wichtige Festung Kars einzunehmen.

## Die Belagerung

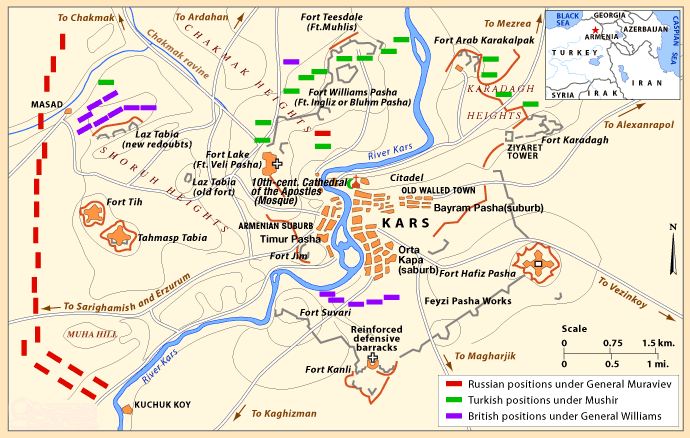
Der Kampf um die Stadt

1855 wurde General Murawjow zum Oberbefehlshaber der kaukasischen Armee ernannt. Er marschierte im Juni 1855 in den osmanischen Teil Armeniens ein und wurde dort von der Bevölkerung freudig begrüßt. Mit 40.000 Mann erreichte er Kars im Nordosten Anatoliens. Nachdem die 30.000 Verteidiger unter dem britischen Offizier William Fenwick Williams einen Angriff der Russen zunächst abwehren konnten, begann Murawjow die Belagerung der Festung. Omar Pascha, der osmanische Befehlshaber, der in den Donau-Fürstentümern erfolgreich war, informierte daraufhin am 11. Juli die Alliierten, dass er seine Truppen von der Krim nach Kleinasien verlegen würde; nach langem Widerstand stimmten sie dem Plan erst im September zu. Omar Paschas Ablenkungsangriff auf Kutaissi wurde jedoch durch General Bebutow vereitelt. Am 29. November musste die osmanische Besatzung schließlich wegen der schlechten Versorgungslage kapitulieren und Murawjow konnte die Stadt einnehmen.

## Bedeutung und Folgen
Der Erfolg bei Kars gestattete Russland, trotz des Verlustes von Sewastopol, moderate Friedensverhandlungen zu führen.
Für die Verteidigung von Kars wurde Williams zum Baronet und Knight Commander of the Order of the Bath ernannt. Murawjew wurde für die Eroberung der Stadt in den Fürstenstand erhoben und zum Generaladjutanten Zar Alexanders II. und Mitglied des Reichsrats ernannt.